# Onde en N
L'onde en N (en anglais N-wave) est une onde de pression en forme de N créée par une source énergétique : détonation ou bang supersonique d'un avion ou d'une météorite. La forme, créée à partir d'une certaine distance de sa source, se maintient sur de longs trajets lors de sa propagation. Elle est constituée par une discontinuité de surpression positive suivie d'une détente jusqu'à des valeurs négatives et enfin une discontinuité ramenant à la pression ambiante. Cette onde n'est pas nécessairement symétrique. Les valeurs des discontinuités ne sont pas négligeables devant la pression ambiante : en ce sens elle ne peut pas être qualifiée d'onde sonore près de sa source.
L'étude de cette onde a été motivée par les problèmes du transport supersonique, puis dans le cadre du traité d'interdiction complète des essais nucléaires pour la propagation des infrasons issus d'une explosion. Elle est utilisée pour estimer la taille d'une météorite entrant dans l'atmosphère.

## Création de l'onde

### Source supersonique

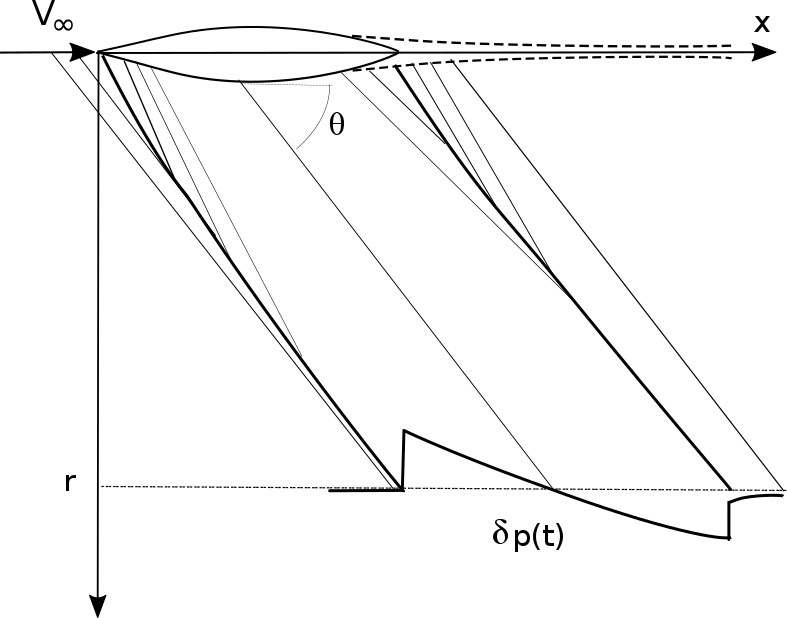
Principe de formation du bang supersonique.

Pour un objet effilé comme un avion supersonique à vitesse  {\displaystyle V_{\infty }} , nombre de Mach  {\displaystyle {M\!a}_{\infty }} , le bang supersonique est une onde de pression générée par (voir figure), :
- un faisceau de compression de l'écoulement dont les ondes élémentaires focalisent pour donner la discontinuité initiale du signal,
- cette région est suivie d'un zone de détente jusqu'à une valeur nulle au maître-couple, puis à des valeurs négatives de la différence de pression,
- d'un nouveau faisceau de compression qui génère un second choc qui ramène la pression à une valeur voisine de l'ambiante. Ce second évènement ne créée pas une onde parfaite en raison de la région décollée de l'écoulement.

Bien entendu le signal réel sera affecté par la géométrie détaillée de l'avion.
L'étude analytique d'un problème modèle tel que celui décrit par la figure permet de donner la variation à grande distance de la pression, hors effets de l'absorption et de la dispersion :
{\displaystyle \delta p_{max}(r)=p(r)-p_{0}=K{\frac {(2\beta )^{\frac {1}{4}}}{(\gamma +1)^{\frac {1}{2}}}}r^{-{\frac {3}{4}}}\,,\quad \beta =\left({M\!a}_{\infty }^{2}-1\right)^{\frac {1}{2}}}
où  {\displaystyle r}  est la distance à la source,  {\displaystyle K}  un coefficient lié à sa forme,  {\displaystyle p_{0}}  la pression ambiante et  {\displaystyle \gamma }  l'indice adiabatique.  {\displaystyle \beta }  est le paramètre de similitude hypersonique.

### Explosion en géométrie cylindrique

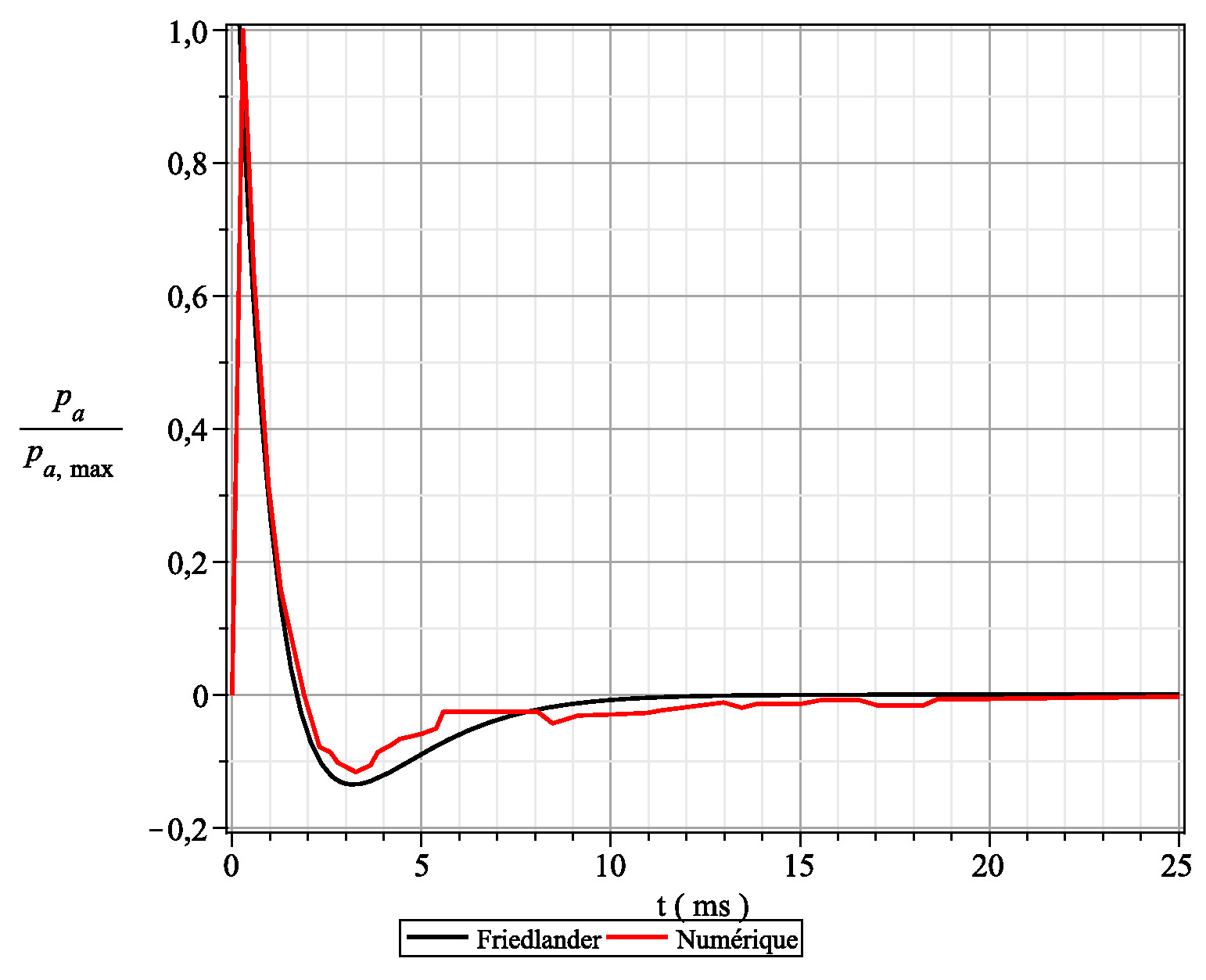
Onde de Friedlander. La courbe numérique est issue d'un calcul sur une sphère en hypersonique.

L'explosion d'un fil se manifeste d'abord par une onde de détonation Taylor-von Neumann-Sedov en géométrie cylindrique composée d'une discontinuité suivie d'une décroissance jusqu'à la source. Par la suite cette décroissance va créer une variation de pression  négative de forme caractéristique (voir figure) décrite par l'équation de Friedlander :
{\displaystyle {\frac {\delta p(t)}{\delta p_{max}}}=H(t)\,e^{-{\frac {t}{\tau }}}\left(1-{\frac {t}{\tau }}\right)}
où  {\displaystyle H}  est la fonction de Heaviside et  {\displaystyle \tau }  un temps caractéristique.
Dans la première partie du phénomène l'écart de pression de la discontinuité de l'onde avec l'ambiante varie comme, :
{\displaystyle \delta p_{max}=\alpha \,F\,r^{-2}\,,\quad \alpha ={\frac {2}{B(\gamma +1)}}\approx 0.212}
où  {\displaystyle F}  est la puissance par unité de longueur de la source et  {\displaystyle B\approx 0.394}  est un facteur issu du calcul numérique du phénomène.
On définit un rayon caractéristique  {\displaystyle r_{0}}  pour lequel  {\displaystyle \delta p_{max}=p_{0}}  :
{\displaystyle r_{0}=\left({\frac {\alpha F}{p_{0}}}\right)^{\frac {1}{2}}}
Avec cette quantité la surpression s'écrit :
{\displaystyle {\frac {\delta p_{max}}{p_{0}}}={r^{*}}^{-2}\,,\quad r^{*}={\frac {r}{r_{0}}}}

### Équivalence hypersonique

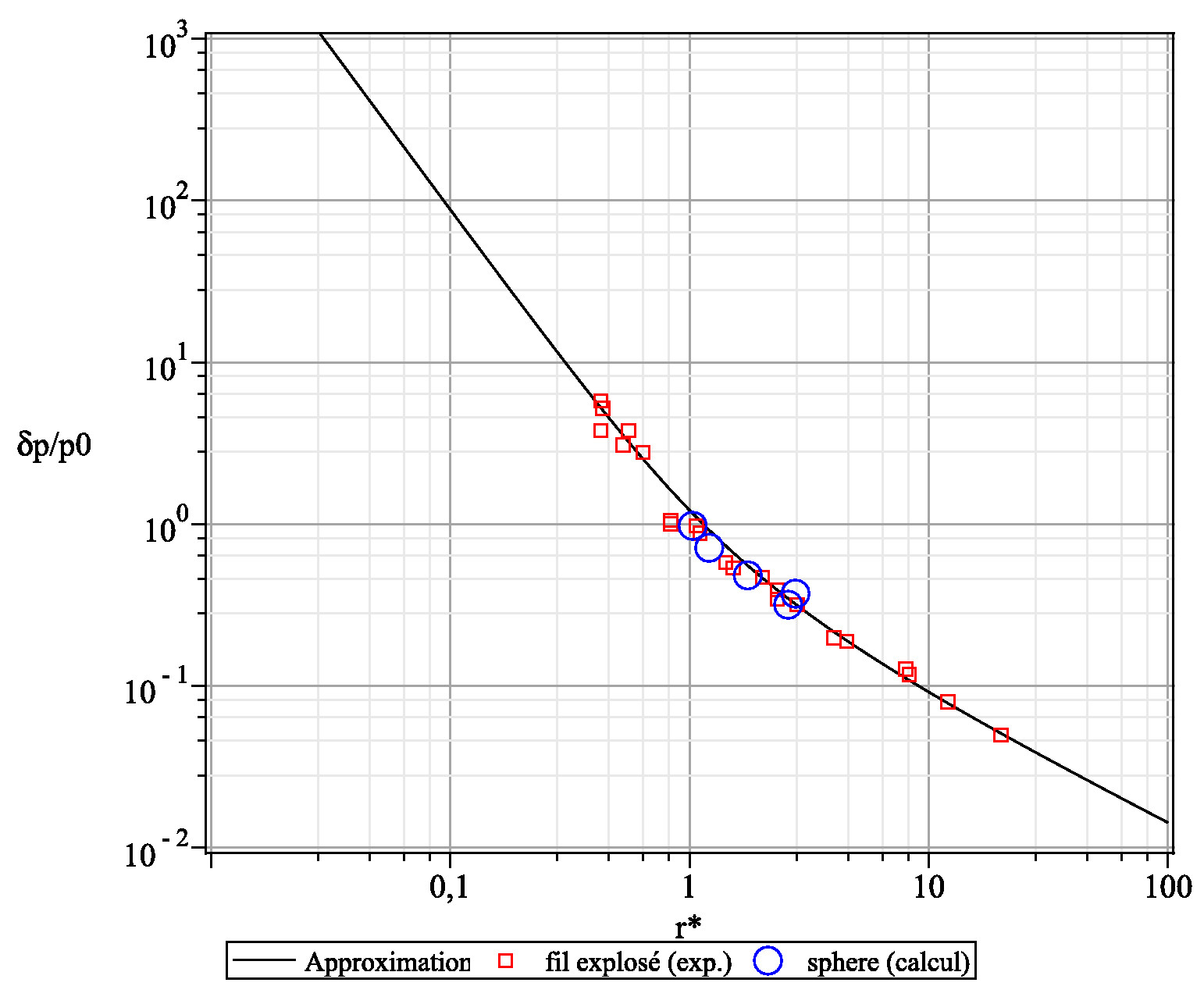
Relation pression-rayon pour et. L'expression est comparée avec des expériences de fils explosés et des calculs numériques sur des sphères simulant un météorite,.

Pour on objet non effilé comme une météorite l'équivalence hypersonique permet de montrer que le signal généré est analogue à celui d'un fil explosif à partir d'une distance égale à quelques dizaines de fois la taille de l'objet. L'énergie équivalente par unité de longueur sur la trajectoire est égale à la force de traînée, soit, pour une sphère de rayon  {\displaystyle R}  et de coefficient de traînée  {\displaystyle C_{x}}  :
{\displaystyle F={\frac {\pi \gamma }{2}}p_{0}C_{x}{M\!a}_{\infty }^{2}R^{2}}
Ce qui conduit à un rayon caractéristique :
{\displaystyle r_{0}=\left({\frac {\pi \gamma \alpha }{2}}C_{x}\right)^{\frac {1}{2}}{M\!a}_{\infty }R}
Le coefficient de traînée étant proche de l'unité pour les grandes valeurs du nombre de Mach on peut ainsi obtenir une estimation du rayon de l'objet.
En pratique, pour réunir les approches donnant une variation en  {\displaystyle r^{-2}}  en distance proche et  {\displaystyle r^{-{\frac {3}{4}}}}  aux grandes distances on construit une relation empirique , :
{\displaystyle {\frac {\delta p_{max}}{p_{0}}}={\frac {\gamma }{2(\gamma +1)}}\left\{\alpha \left[(1+\beta {r^{*}}^{2})^{\frac {3}{8}}-1\right]\right\}^{-1}\,,\quad \alpha =\left({\frac {3}{8}}\right)^{\frac {3}{5}}C^{\frac {8}{5}}\,,\quad \beta =\left({\frac {8}{3}}\right)^{\frac {8}{5}}C^{-{\frac {8}{5}}}\delta ^{-1}}
où  {\displaystyle C}  est un paramètre permettant de positionner le raccord et  {\displaystyle \delta }  un paramètre permettant un bon accord avec l'expérience ( {\displaystyle F\to F\times \delta } ).
Le recalage du modèle sur des essais de fil explosé permet une bonne estimation du rayon d'une sphère en vol hypersonique, tels que le montrent des calculs numériques détaillés, (voir figure).

## Propagation

### Dépendance de la vitesse du son à la pression
On se place dans le domaine acoustique avec des surpressions faibles devant la pression ambiante et on note  {\displaystyle p_{a}=\delta p}  la pression acoustique. Pour un système isentropique la vitesse du son à l'ordre un est donnée par, :
{\displaystyle {\begin{array}{rcl}c(t)&=c_{0}+\left({\frac {\partial c}{\partial p}}\right)_{S,p=p_{0}}\,p_{a}(t)\\&=\left({\frac {\gamma p_{0}}{\rho _{0}}}\right)^{\frac {1}{2}}+{\frac {\gamma -1}{2\rho _{0}c_{0}}}p_{a}(t)\end{array}}}
En ajoutant la vitesse locale créée  {\displaystyle v_{a}}  qui, pour une onde élémentaire, est donnée par  {\displaystyle v_{a}={\frac {p_{a}}{\rho _{0}c_{0}}}}  on obtient la vitesse de groupe :
{\displaystyle v_{\phi }=c_{0}+\chi {\frac {p_{a}}{\rho _{0}c_{0}}}}
où {\displaystyle \chi } est le paramètre de non-linéarité :
{\displaystyle \chi =1+{\frac {\gamma -1}{2}}=1.2}
Les discontinuités de l'onde en N, qui correspondent à des sauts d'entropie, sont traitées par les relations de Rankine-Hugoniot.

### Mécanisme de formation et d'auto-entretien de l'onde
On considère une onde plane progressive d'équation :
{\displaystyle p_{a}=f(\phi )\,,\quad \phi =x-v_{\phi }t}
À l'instant t la partie de l'onde caractérisée par  {\displaystyle \phi }  a une pente :
{\displaystyle {\frac {\mathrm {d} p_{a}}{\mathrm {d} x}}={\frac {f'(\phi )}{\frac {\partial x(t,\phi )}{\partial \phi }}}={\frac {f'(\phi )}{1+\left[{\frac {\chi f'(\phi )}{\rho _{0}c_{0}}}\right]t}}\,,\quad f'(\phi )\equiv {\frac {\mathrm {d} f(\phi )}{\mathrm {d} \phi }}}
Pour  {\displaystyle f'(\phi )<0}  la pente tend vers l'infini lorsque t tend vers  {\displaystyle -{\frac {\rho _{0}c_{0}}{\beta f'(\phi )}}} , ce qui correspond à l'apparition d'une discontinuité. La distance de propagation correspondante est  {\displaystyle -{\frac {\rho _{0}c_{0}^{2}}{\beta f'(\phi )}}} .
Le choc qui se crée, supposé faible, a une vitesse donnée par les relations de Rankine-Hugoniot. Elle correspond la moyenne des pressions de part et d'autre du choc  {\displaystyle \phi ^{+}}  et  {\displaystyle \phi ^{-}}  :
{\displaystyle v_{ch}=c_{0}+{\frac {\chi }{\rho _{0}c_{0}}}{\frac {f(\phi ^{+})+f(\phi ^{-})}{2}}}
Il se crée une onde symétrique de longueur  {\displaystyle 2L_{0}}  représentée par l'équation :
{\displaystyle \left[H(-L_{0})-H(L_{0})\right]{\frac {p_{a_{max}}\phi }{L_{0}}}}
Cette onde est discontinue en  {\displaystyle \pm L_{0}} . La vitesse de propagation est celle du premier choc donné par l'expression ci-dessus avec  {\displaystyle \phi ^{-}=0}  :
{\displaystyle v_{ch}=c_{0}+{\frac {\phi ^{-}}{2\tau }}\,,\quad \tau ={\frac {L_{0}\rho _{0}c_{0}}{\chi \,p_{a_{max}}}}}
La position du choc est :
{\displaystyle x_{ch}=c_{0}t+\left(1+{\frac {t}{\tau }}\right)\phi ^{-}}
En identifiant la vitesse avec la dérivée de la position on obtient :
{\displaystyle \phi ^{-}(t)=L_{0}\left(1+{\frac {t}{\tau }}\right)^{-{\frac {1}{2}}}}
On peut alors évaluer l'évolution temporelle de la demi-longueur de l'onde :
{\displaystyle L(t)=x_{ch}-c_{0}t=L_{0}\left(1+{\frac {t}{\tau }}\right)^{\frac {1}{2}}}
De même la pression :
{\displaystyle p_{a_{max}}(t)=p_{a_{max}}(0)\left(1+{\frac {t}{\tau }}\right)^{-{\frac {1}{2}}}}
On note que :
- {\displaystyle L\,p_{a_{max}}}  est constant ;
- la propagation n'est pas adiabatique du fait de la présence de chocs. On peut calculer l'évolution de l'énergie par unité de surface (l'intensité)[2] :

{\displaystyle {\frac {\mathrm {d} I_{a}}{\mathrm {d} t}}=-{\frac {\chi \,p_{a_{max}}^{3}(t)}{3\rho _{0}^{2}c_{0}^{3}}}}
Au plan qualitatif on voit que toute partie de l'onde positive aura une vitesse supérieure à  {\displaystyle c_{0}}  et aura tendance à « remonter » l'onde jusqu'à la discontinuité qui s'en trouvera renforcée. À l'inverse la partie négative sera renforcée par des parties de l'onde de pressions négatives. Ce mécanisme à donc tendance à stabiliser les discontinuités et à lutter contre les mécanismes qui tendent à la faire disparaître (voir ci-dessous). Le rapport de ces effets antagonistes est mesuré par le nombre de Goldberg.
En géométrie cylindrique ou sphérique on observe les mêmes choses mais les phénomènes se développent plus lentement avec la propagation.

### Altération du signal

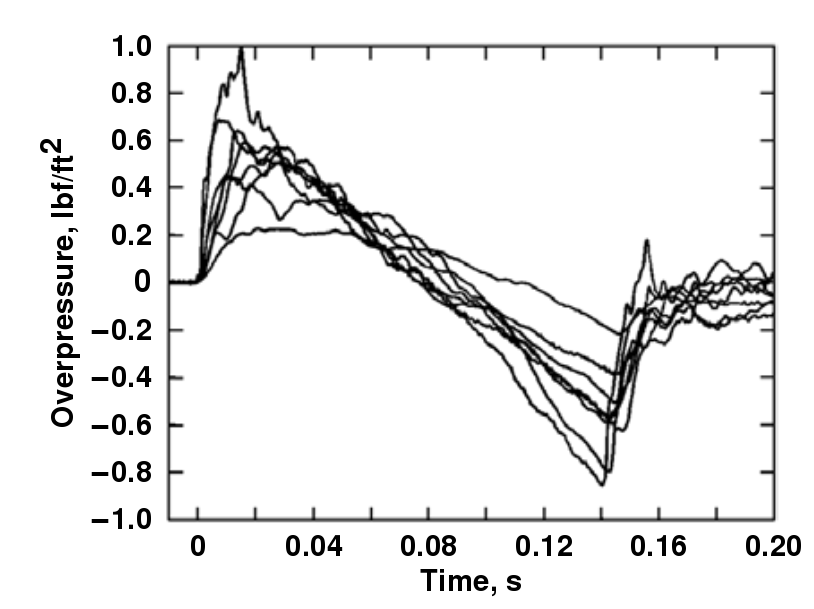
Enregistrements du bang supersonique d'un F/A-18B

Sur de grandes distances de propagation l'onde est altérée :
- par l'absorption différentielle qui porte préférentiellement sur les grandes fréquences, modifiant ainsi le spectre du signal en gommant les discontinuités,
- par la dispersion qui produit un effet analogue,
- par la turbulence atmosphérique de la couche limite planétaire[14],[15] qui crée un phénomène de multi-réfractions : l'onde arrivant en un point suit des chemins différents à divers instants.

Sur les grandes distances (plusieurs centaines ou milliers de kilomètres) les infrasons, seuls rescapés de l'absorption de l'onde sur de tels trajets, ont une forme d'onde totalement destructurée. Toutefois le spectre fréquentiel conserve une certaine analogie avec l'onde en N.